# 마리우시 레반도프스키
마리우시 레반도프스키(폴란드어: Mariusz Lewandowski, 1979년 5월 18일 레그니차 ~ )는 폴란드의 전 축구 선수이다. 포지션은 미드필더이다. 현재 LKS 니에치에차의 감독으로 있다.